# 飛騨みんなの博覧会
飛騨みんなの博覧会 (通称：飛騨みんぱく)は、岐阜県飛騨市で開催される、飛騨の魅力を飛騨で体験する着地型観光体験イベント。
オンパク手法を飛騨市版にカスタマイズし、2017年から開催。初年度は35のプログラムが集まった。
2018年は秋開催(2018年9月15日～10月28日)が44プログラム、冬開催(2019年1月15日～2月24日)が10プログラムで開催された。
その後2023年まで毎年開催され終了し、現在は「ひだあそび」と名称を変え、飛騨市での体験イベントを紹介している。